# Hôtel de Contades
L'Hôtel de Contades est un hôtel particulier du XIXe siècle situé 4 avenue de Contades  dans la ville d'Angers, en Maine-et-Loire.

## Histoire
L'hôtel est dans la nuit du 12 janvier 1902, cambriolé par Alexandre Marius Jacob. M. Louis de Contades étant au château de Launay à Louresse, les malfaiteurs passent par les sous-sols grâce aux portes donnant sur l'avenue. Ils réussissent à pénétrer avec des fausses clés, en chamboulant tout sur leur passage. Dans le bureau ils fracturent les tiroirs qui ne devaient contenir que de rares pièces de monnaie.